# Trisateles trilinealis
Trisateles trilinealis là một loài bướm đêm trong họ Erebidae.